# Anacroneuria cusi
Anacroneuria cusi är en bäcksländeart som beskrevs av Bill P.Stark 2004. Anacroneuria cusi ingår i släktet Anacroneuria och familjen jättebäcksländor. Inga underarter finns listade i Catalogue of Life.